# Jacky Ruben
Jacky Axiel Ruben (18 novembre 1998) è un calciatore vanuatuano, centrocampista dell'Erakor Golden Star.

## Carriera

### Club
Nella stagione 2015-2016 ha giocato con l'Amicale arrivando alla finale del campionato e disputando 2 partite nella OFC Champions League.
L'anno successivo passa all'Erakor Golden Star, con cui vince il campionato e con cui gioca 3 partite nella OFC Champions League.

### Nazionale
Con la nazionale maggiore partecipa alla Coppa delle nazioni oceaniane 2016.

## Palmarès

### Club

#### Competizioni nazionali
- Port Vila Premia Divisen: 1

Amicale: 2015

### Individuale
- Miglior giocatore dell'OFC Under-20 Championship: 1

Figi 2014